# Janez Krstnik Kalan
Janez Krstnik Kalan, slovenski rimskokatoliški duhovnik, * 18. junij 1894, Suha, Škofja Loka, † 21. julij 1963, Trnje, Pivka

## Življenje in delo
Rodil se je očetu kmetu Antonu in materi Mariji (rojena Proj). Bil je nečak župnika Janeza Kalana in gojenec ljubljanskega Alojzijevišča in Marijanišča. Po končanem študiju bogoslovja je bil 18. oktobta 1916
posvečen v duhovnika. V letih 1916−1921 je bil kaplan v Postojni in Ilirski Bistrici. Nato je kot župnik do smrti leta 1963 služboval v Knežaku. V 41 letih službovanja v Knežaku se je znašel pod različnimi škofijskimi upravami: ljubljansko do 1922, goriško do 1925, reško do 1952, ponovno ljubljansko do 1961 in nazadnje po letu 1961 koprsko. Leta 1938 ob stoletnici Župnije Knežak je v dobrih štirih mesecih podrl premajhno staro cerkev in sezidal novo, katero je leta 1943 poslikal Avgust Černigoj. Leta 1945 je postal častni kanonik reškega kapitlja, 1950 pa delegat apostolskega administratorja za slovenski del reške škofije. Umrl je na prižnici zaradi možganske kapi med govorom ob zlati maši prijatelja Franca Kovačiča.